# Smolenka
Smolenka (en rus: Смоленка) és un poble del krai de Krasnoiarsk, a Rússia, que en el cens del 2010 tenia 3 habitants. Pertany al districte de Balakhtà.